# Grand Canyon Skywalk

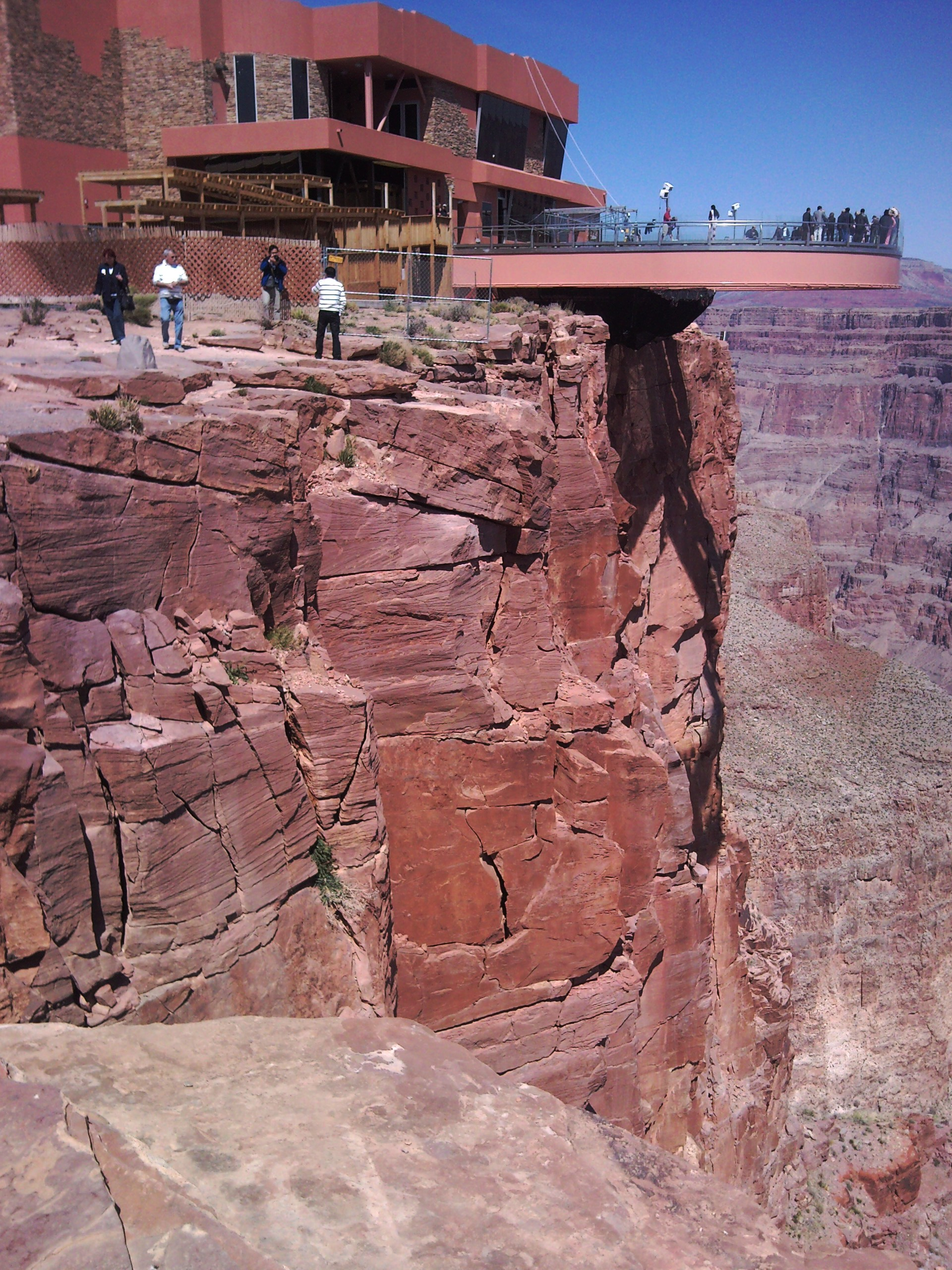
Vista lateral de la pasarela

Grand Canyon Skywalk es una pasarela de vidrio situada en Grand Canyon West al oeste del Parque nacional del Gran Cañón inaugurada el 20 de marzo de 2007.
Permite a los visitantes encontrarse 1300 metros sobre el vacío. Fue financiada en parte por David Jin, un hombre de negocios de Las Vegas. La obra no conecta las dos orillas del barranco sino que forma un pequeño bucle que se introduce 22 metros en horizontal sobre el Colorado. La plataforma pesa 500 toneladas y los cristales de pared y suelo son de más de 10 cm de grosor. Es capaz de soportar el peso de varios centenares de personas (unas 800 personas, pero solo se permiten 120 personas a la vez) exponiéndose al mismo tiempo a los vientos (de hasta 160 km/hora). El proyecto fue aprobado por la tribu Hualapai por razones económicas. La entrada al Skywalk cuesta 29$ más 40,95$ por la entrada a la zona (impuestos no incluidos).